# Huldre
Huldre — датская фолк-метал-группа из Копенгагена, сформированная в 2009 году. Она сочетает в себе традиционную датскую и скандинавскую народную музыку с роком и металом.

## Характеристики
Стиль
Большую роль в звучании играют народные инструменты и умелый баланс между мелодичными фолковыми и металлическими партиями. Очень органичное женское пение иногда прерывается непродолжительными криками.
Лирика
Основное вдохновение исходит из старинных народных сказок, фольклора и сказок. Старые мрачные и зловещие истории о любви, смерти и несчастливом конце. О столкновении между язычниками и христианством, между людьми и природой.
Дизайн обложек

## История
Группа зародилась как идея ещё в 2006 году с Лаурой, Нанной и Бьярном, которые хотели создать датскую фолк-метал-группу, но эту идею удалось осуществить лишь в 2009 году, когда Лассе, Троэлс и Джейкоб присоединились и группа получила название Huldre. С тех пор были изданы демо Huldre (2010) и два полноформатных альбома Intet Menneskebarn (2012) и Tusmørke (2016), получившие множество восторженных отзывов. В 2014 году группа заняла третье место на международном соревновании Wacken Metal Battle. С тех пор она зарекомендовала себя как фолк-метал группа мирового уровня.
В 2019 году группа Huldre объявила о своем решении расстаться, дав прощальные концерты на фестивале Wacken Winter Nights в Орхусе и Копенгагене, которые состоялись 24 февраля, 16 и 29 марта соответственно.

## Участники
- Nanna Barslev — вокал
- Bjarne Kristiansen — бас-гитара
- Troels Noergaard — колёсная лира и флейта
- Laura Beck — скрипка
- Lasse Olufson — гитара и лютня
- Jacob Lund — ударные и перкуссия

## Дискография
- 2010 — Huldre — демо
- 2012 — Intet Menneskebarn (Никакого человеческого ребёнка)
- 2016 — Tusmørke (Сумерки)